# Puchar Interkontynentalny w Lekkoatletyce 2010 – sztafeta 4 × 400 m kobiet
Sztafeta 4 x 400 metrów kobiet – jedna z konkurencji rozegranych podczas pucharu interkontynentalnego w Splicie. Sprinterki rywalizowały 5 września – bieg rozstawny 4 x 400 metrów był ostatnią konkurencją zawodów.

## Rezultaty
| Poz. | Reprezentacja  | Zawodnicy                                                          | Czas    |
| ---- | -------------- | ------------------------------------------------------------------ | ------- |
| 1.   | Ameryka        | Shericka Williams Debbie Dunn Nickiesha Wilson Christine Amertil   | 3:26.37 |
| 2.   | Europa         | Ksenia Ustałowa Antonina Kriwoszapka Libania Grenot Tatiana Firowa | 3:26.58 |
| 3.   | Afryka         | Folashade Abugan Amy Mbacké Thiam Ndeye Soumah Amantle Montsho     | 3:27.99 |
| 4.   | Azja i Oceania | Lauren Boden Jodie Henry Olivia Tauro Amanda Crook                 | 3:33.32 |